# Hubrecht Duijker

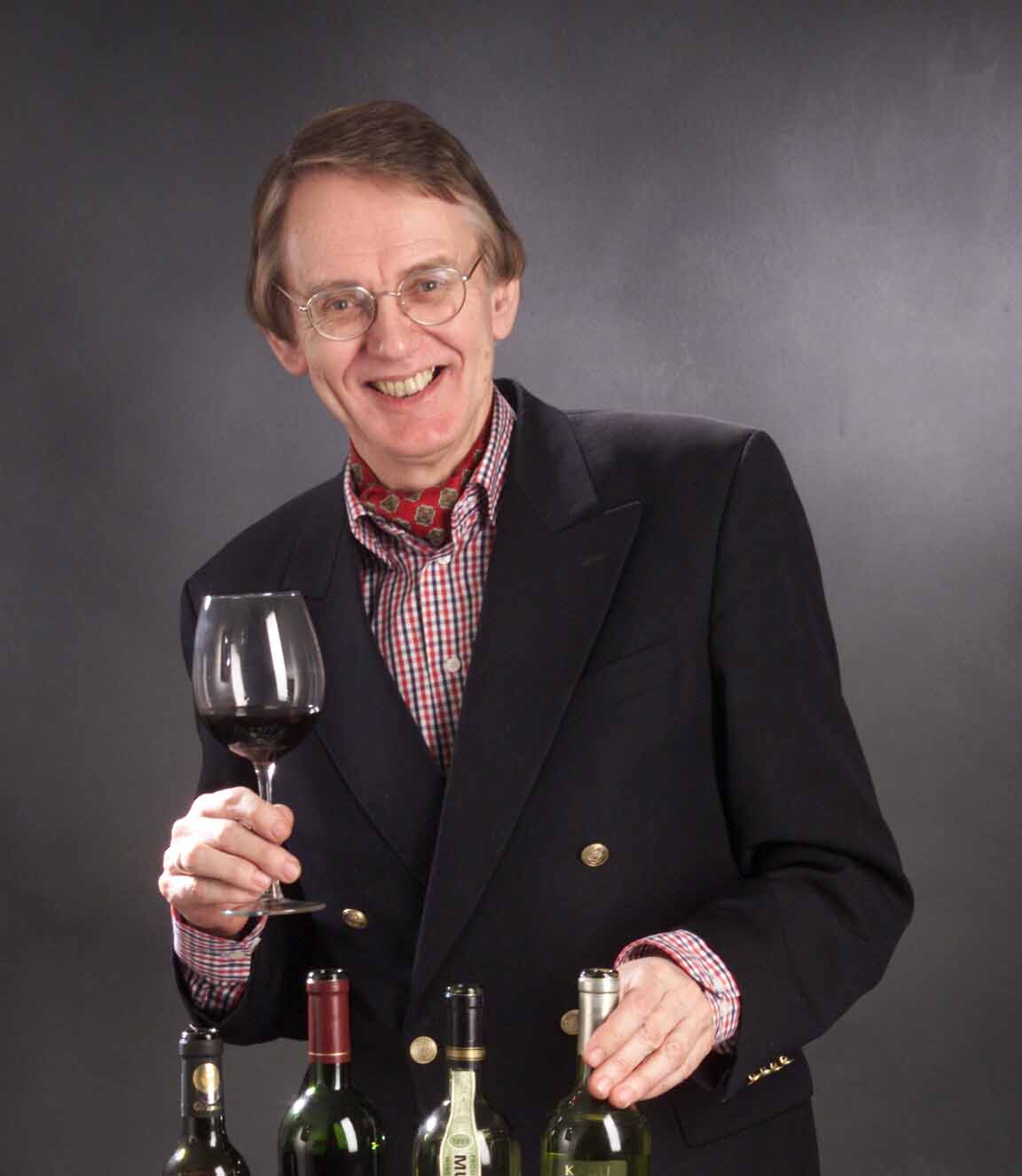
Hubrecht Duijker

Hubrecht Duijker (* 12. Februar 1942 in Amsterdam) ist ein niederländischer Journalist und Weinautor.

## Leben
Er ist ein Sohn des Amsterdamer Professors für Psychologie, Bert Duijker.
Duijker schrieb 1969 seine ersten Artikel über Weinthemen. Unter anderem arbeitete er für die Weinrubriken von Het Parool und Het Financieele Dagblad. Im Jahre 1973 schrieb er sein erstes Buch: Kleintje Wein. Seine Bücher erschienen in mehreren anderen Sprachen. Es folgten viele Auftritte im Fernsehen, unter anderem im Programm „Koken met Sterren“ (Kochen mit Stars).
Hubrecht Duijker arbeitet seit Jahren in der Kochsendung „Koken met Sterren“ (Kochen mit Stars), in der Chefkoch Cas Spijkers mit bekannten niederländischen Gästen Gerichte zubereitet.

## Ehrungen
- Wine Communicator of the Year
- Officier de l’Ordre du Mérite agricole (Frankreich)
- Literaturpreis der Akademie du Vin de Bordeaux
- Orden del Mérito Civil (Spanien)
- Glenfiddich Spirit of Scotland Award
- Ehrenbürger von Margaux im Bordeaux
- 2008 Ritter des Ordens von Oranien-Nassau

## Schriften (Auswahl)
- Zaken die smaken. Wijngids voor het zakenleven. 2007 (2006)
- Wijn en Feest. 2006.
- Spiekboekje wijn. 2006.
- zusammen mit Harold Hamersma: Wijnalmanak 1991 (1990) – 2007 (2006)
- Wijnscheurkalender. 2002 (2001) – 2007 (2006)
- Lekker bij rood. 2005, 2006.
- Lekker bij wit. 2006.
- Wijngids voor het zakenleven 2004 (2005) – 2006 (2005)
- Wijn & wild. 2005
- Over wijn. Luisterboek. 2005.
- Bij met wijn. 2004.
- Test je wijnkennis. 2002.
- Wijnvragen beantwoord. 2002.
- Nog meer genieten van wijn. 2001.
- De Wijnproef. 2001.
- Het beste van Bordeaux. 2001.
- Het beste van Bourgogne. 2001.
- Welke wijn waarbij. 2000.
- Ontdek de wereld van wijn. 1997.
  - Deutsch: Wein. Eine Entdeckungsreise für Genießer. mit Dagmar Ehrlich, Hallwag, Bern 1999, ISBN 3-444-10557-6.
- Charmante wijnen van Chili. 1999.
- Heerlijk Frankrijk. 1998, 2004.
- Wijn- en fijnproeversgids Provence. 1998.
- Wijn- en fijnproeversgids Rhône. 1998.
- Selectie Bordeaux. 1998.
- Bordeaux wijnatlas & encyclopedie. 1997.
  - Deutsch: Weinatlas Bordeaux. mit Michael Broadbent, Hallwag, Bern 1997, ISBN 3-444-10492-8.
- De Donaulanden. 1997.
- Receptenkalender Hema. 1996 – 1998.
- De complete wijnliefhebber. 1996.
- Bijzondere hoofdgerechten. Koken met Sterren. 1995.
- Wijnnotities uit de nieuwe wereld. 1995.
- Wijn- en fijnproeversgids Bordeaux. 1994.
- Wijn- en fijnproeversgids Bourgogne. 1994.
- Theewijsheden. 1994.
- Wijn. En reisatlas van Spanje. 1992.
  - Deutsch: Weinstrassen Spaniens. 41 Routen – Produzenten, Restaurants, Hotels. Hallwag, Bern/Stuttgart 1994, ISBN 3-444-70171-3.
- Wijn – en fijnproeversgids Elzas. 1993.
- Wijn – en fijnproeversgids Loire. 1993.
- Waaier Wijnadviezen. 1993.
- Het fijne van wijn. 1993.
- Wijntoets. 1993.
- Het wijnleesboek. 1992.
- Wijngids voor beginners. 1991.
- Wijnwijzer Spanje. 1991.
- Wijnwijzer Frankrijk. 1990.
- Oogstjarenschuif. 1990.
- Wijnwijzerspel. 1990.
- Reisgids voor de wijnstreken van Frankrijk. 1990.
- Wijn-Wereld. 1989.
- Huis-Sommelier. 1989.
- 365 maal culinair. 1989.
- Wijnzakagenda. 1988 (1987) – 1990 (1989)
- Wijnspiekboekje. 1998.
- Wijnnotities Bulgarije. 1998.
- Kaas – en wijnfeest. 1989.
- Wijnlogboek. 1988.
- Wijnverjaardagskalender. 1988.
- Wijnagenda. 1989 (1988)
- Bordeaux Suite. 1988.
- Alles over rode wijn. 1987.
- Wijnland Frankrijk. 1987.
- Wijn – en reisatlas van Frankrijk. 1987.
- Wijnwenskaarten. 1987.
- Wijnwijzer Bourgogne. 1986.
- De meest gestelde vragen over wijn. 1986.
- Flaters aan tafel. 1986.
- De goede wijnen van Rioja. 1985.
- Over wijn gesproken. 1985.
- Wijnwijzer Bordeaux. 1984.
  - Deutsch: Weinszene Bordeaux. Basiswissen und Geheimtipps. Hallwag Verlag, Bern 2001, ISBN 3-7742-0035-1.
- De goede wijnen van de Rhône en het Franse zuiden. 1983.
  - Deutsch: Die besten Weine – Rhône und Südfrankreich. Albert Müller Verlag, Zürich/Stuttgart/Wien 1983, ISBN 3-275-00891-9.
- Wijngids Nederland. 1982.
- De goede wijnen van Loire, Elzas, Champagne. 1981.
- De goede wijnen van Bordeaux. 1980.
- Gastronomisch Bommelboek. 1980.
- Wijn & reisboek Frankrijk. 1979.
- Kijk op wijn. 1979.
- Wijn & menugids. 1978.
- Wijn met een glimlach. 1978.
- De grote wijnen van Bourgogne. 1977.
- De complete wijnliefhebber. 1976.
- De grote wijnen van Bordeaux. 1975.
- 500 Betaalbare wijnen. 1974.
- Avontuurlijke wijnen. 1974.
- Een gast bestelt wijn. 1974.
- Hoe verbluf ik mijn gasten. 1974.
- Kleintje wijn. 1973.

Einige der genannten Werke wurden von Co-Autoren mitgestaltet.